# ماريو غولف (لعبة فيديو)
ماريو غولف (بالإنجليزية: Mario Golf)‏ و((باليابانية: マリオゴルフ64) ماريو غوروفو روكوجويون) هي لعبة فيديو رياضية مطورة من قبل شركة كامالوت سوفتوير بلانينغ ومن إنتاج نينتندو في سنة 1999 لأجهزة نينتندو 64 وجيم بوي كولر، تضم هذه اللعبة شخصيات ماريو وأصدقائه وأعدائة يتنافسون في لعبة الغولف.